# Palais Clam-Gallas (Wien)

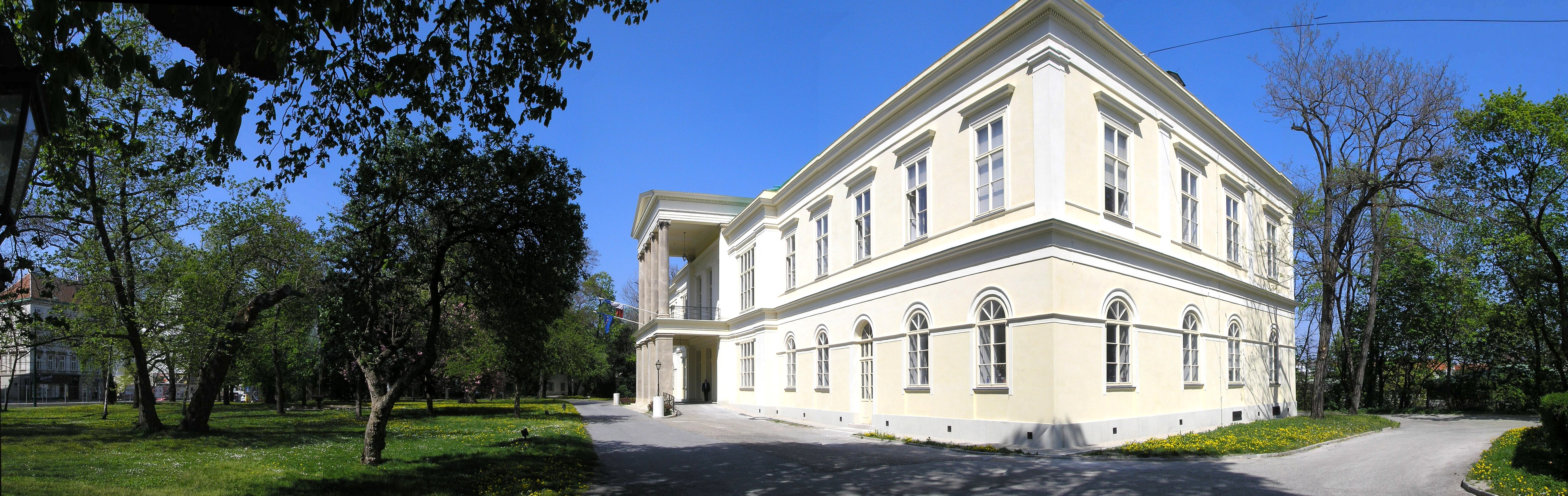
Panoramafoto vom Palais Clam-Gallas in Wien

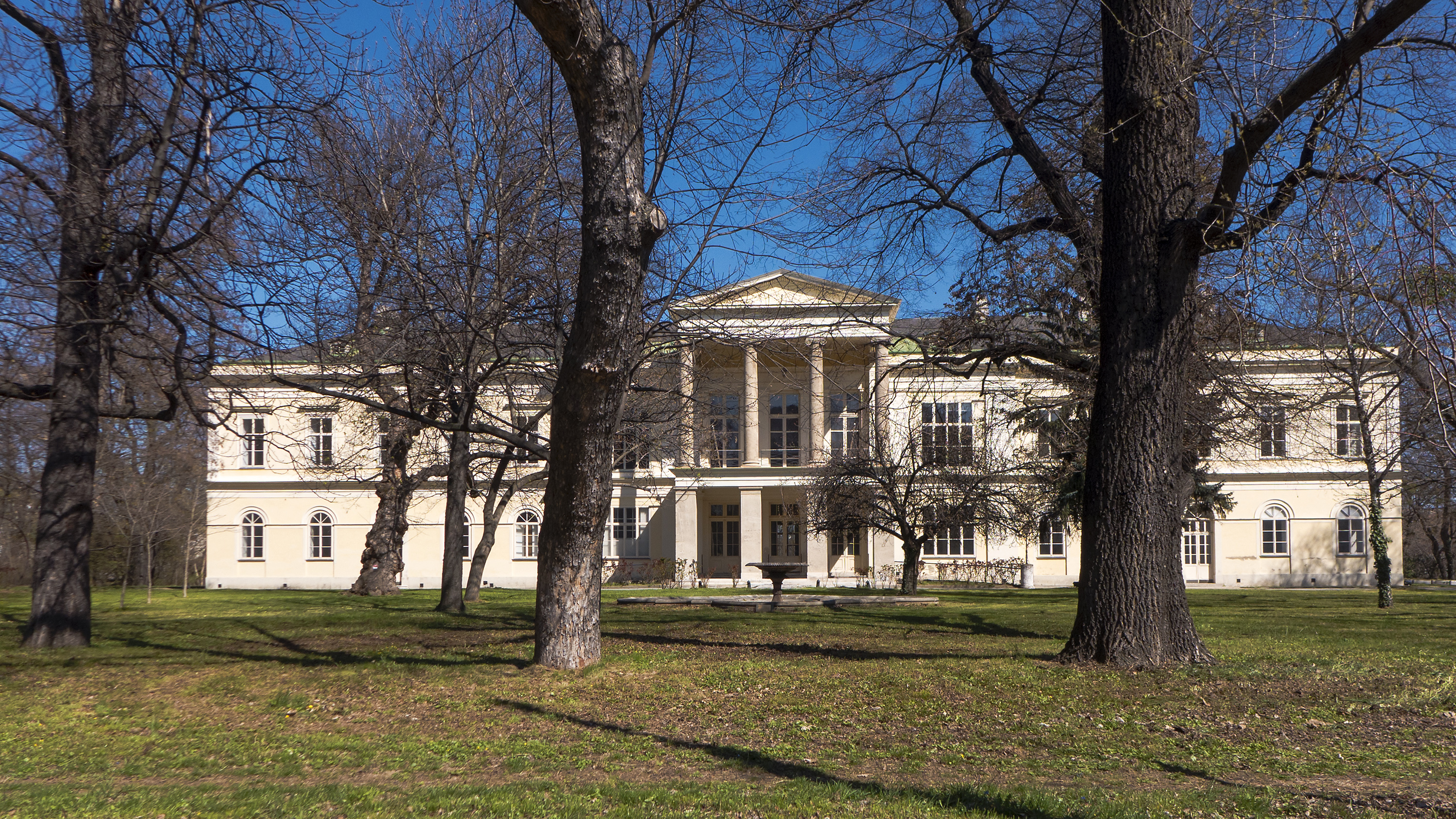
Frontalansicht mit Park

Das Palais Clam-Gallas befindet sich an der Währinger Straße 30 in Wien.

## Geschichte
Es wurde 1834 bis 1835 im klassizistischen Stil mit einem weitläufigen englischen Garten hinunter bis zur Liechtensteinstraße 37a im Auftrag von Franz Joseph Fürst von Dietrichstein nach den Plänen des Architekten Heinrich Koch errichtet.
Es wird auch noch oft (Sommer)palais Dietrichstein genannt und ist dann leicht mit anderen Palais der Dietrichstein zu verwechseln. Der Grund mit der Flurbezeichnung „Sohlschneiderin“ wurde schon 1690 von Ferdinand Josef Reichsfürst Dietrichstein erworben und als Garten genutzt. Es gelangte am 28. April 1850 im Zuge der Hochzeit von Clotilde Fürstin von Dietrichstein-Proskau, der Enkelin des Erbauers, mit Eduard Graf Clam-Gallas in den Besitz der Familie Clam-Gallas.
Nach dem Zweiten Weltkrieg diente das Gebäude einige Zeit der Betreuung amerikanischer Truppen. Dank der Hilfe des Generals Béthouart (1946–1950) verkaufte die Familie Clam-Gallas das Palais am 30. August 1951 für 4.300.000 Schilling (inflationsbereinigt umgerechnet heute rund 3 Millionen EUR) zu Gunsten des französischen Institutes von Wien. Dies war die Folge des Französisch-Österreichischen Kulturabkommen von 15. Mai 1947. Der Kaufvertrag wurde vom Botschafter Jean Pagar unterschrieben und der Vertrag wurde auf Grund des Art. 3 des Kulturabkommen BGD1 / 220-47 von sämtlichen Gebühren befreit. Dieser Kauf kam nur durch die Bedingung zustande, dass die Stadt Wien im unteren Teil des Parks, bei der Liechtensteinstraße, den Bau des Lycée Français laut Plan des Architekten Jacques Laurent genehmigt. Infolgedessen öffnete am 8. Mai 1954 das Lycée Français seine Türen. Dieses befand sich vorher im Palais Lobkowitz.
Das dort direkt an der Straße stehende Gebäude, mit auf der Rückseite noch ersichtlichen romantisierend-gotischen Fenstern wurde von Dietrichstein zur Reitschule umgebaut. Zeitweilig befand sich darin das Atelier des Bildhauers Theodor Friedl (1842–1900). Danach entstand daraus das „Flieger-Kino“, das 1971 abermals umgebaut und dem Lycée als „Studio Molière“ angegliedert wurde.
1995 wurde gemeinsam mit Romée de La Poëze d’Harambure als Investor und Projektentwickler sowie dem seinerzeitigen Botschafter André Lewin eine neue Nutzung des Areals gesucht. Eine Studie über neue wirtschaftliche Nutzungen wurde in Auftrag gegeben. Die geplante Investition sollte zum Teil über den Verkauf des Gebäudes 1., Wollzeile 16, stattfinden. Geplant war eine Neuadaptierung des gesamt Areals inklusive Überdachung des Lycée Français zweck Dienstwohnungen und Neubau des angrenzenden Studio Molière. Es kam zu keiner Entscheidung, und das Projekt wurde im Juni 1996 wieder stillgelegt.
2006 bis 2007 erfolgte eine Sanierung des Palais und die Instandsetzung des eisernen Gitterzaunes zur Währinger Straße. Einige Prunkräume werden für festliche Anlässe vermietet. Im November 2015 wurde das Palais von Frankreich im Freihandverkauf, also ohne öffentliche Ausschreibung, an das Emirat Katar verkauft, das versprach, eine Renovierung durchzuführen, und aus dem Gebäude seine Botschaft machen will. Der kolportierte Verkaufspreis betrug 30 Mio. Euro.

## Architektur

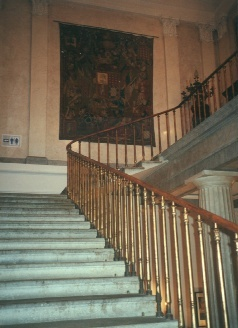
Treppe der Eingangshalle

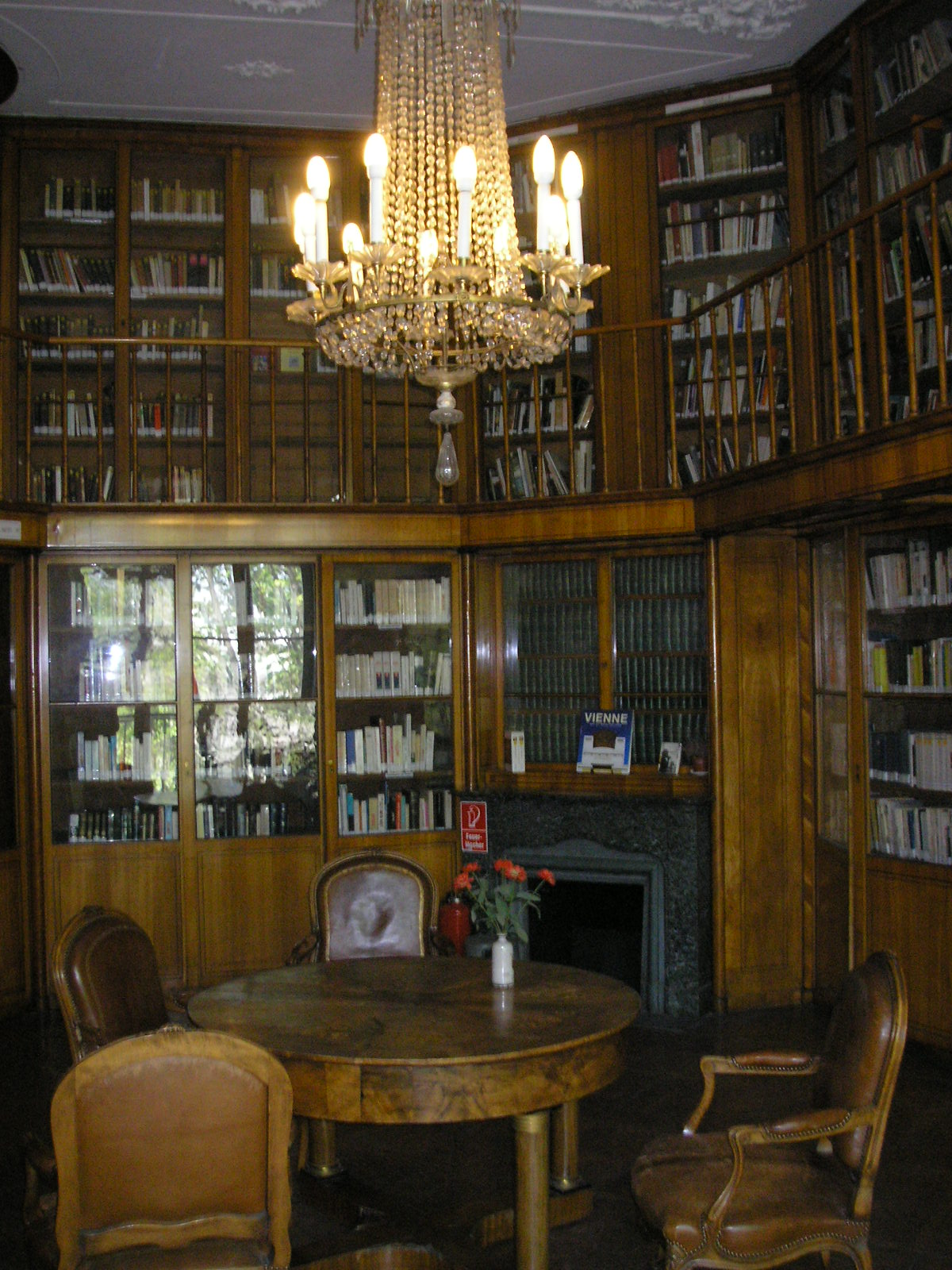
Bibliothek

Das Palais ist ein zweigeschoßiger klassizistischer Bau mit einem Vorbau, das sich über den gesamten vorderen Teil erstreckt und mit seinen dorischen Säulen an einen griechischen Tempel erinnert. Der hintere Garten existiert in seiner alten Form nicht mehr, der größte Teil nimmt heute die französische Schule ein, ein gewisser Restbestand lässt jedoch die ursprüngliche Atmosphäre erahnen.
Im Inneren befindet sich eine nahezu quadratische, flach gedeckte Eingangshalle, links davon die geschwungene, freitragende Podesttreppe in offenem pilastergegliedertem Treppenhaus. In den Seitentrakten, symmetrisch angeordnet, stehen zwei freitragende, im flachen Bogen verlaufende Stiegen, alle mit Stufen aus dem Kaisersteinbrucher Stein.